# Миљацки град
Миљацки град је стари средњовјековни град који је постојао на простору гдје се састају Паљанска и Мокрањска Миљацка. Град је највјероватније настао за вријеме феудалне породице Павловића (XV вијек) у чијем је власништву и био, а разорен је у XVI вијеку са доласком Османлија на ове просторе.
Иако је у прошлости међу историчарима било погрешног мишљења да се овај град изједначава са Ходиђедом, данас већина њих раздваја та два историјска локалитета. Како професор Мојсије Ђерковић наводи, право име овог града није сасвим познато. Претпоставке су ишле да је град носио назив неког од каснијих околних села: Липовац, Драгуље или Драгуљевић, те Селиште, име некадашњег села које је постојало у подножју града. Осим ових топонима, код историчара се за град могу срести и други „безимени - радни” називни, као што су: Стари град, Стари Миљацки град, Миљацки град, Град на саставцима двије Миљацке и други. 

## Историјат
Средњовјековна српска властелинска породица Павловића држала је посједе од Врхбосне (данас Источно Сарајево) до Добруна. Павловићи су на овом простору владали између 1380. и 1463. године, када Босна пада под турску власт. У то вријеме српском средњовјековном државом Босном, владао је Твртко I Котроманић, који се крунисао у манастиру Милешеви 1353. и владао све до 1391. Послије смрти Твртка I Котроманића на пријесто је постављен Стефан Дабиша, који је владао до 1395. године, њега је наслиједила његова супруга, краљица Јелена Груба, која је владала три године. Послије је владао Стјепан Остоја 1398. — 1404; кога племство скида са пријестоља и поставља Твртка II Котроманића, који је владао у три наврата, у веома бурном историјском раздобљу за Босну. 1443. на пријесто је постављен Стефан Томаш који влада 17 година, а њега насљеђује његов син Стефан Томашевић, у чије вријеме Босна пада под турску власт. Жена Стефана Томашевића је била Јелена (Мара) Бранковић.
На простору од Врхбосне до Добруна, Павловићи су имали низ утврђења: пријестоница је била у граду Борач изнад ријеке Праче код Месића, посједовали су и дворац „стобор“ у Придворцима, дворац „стобор“ у Соко граду у Конавлима (Јиричек), куле на Клобуку, градину у горњим Палама, Павловац на Прачи, Ходиђед на Булозима, Звечај (данас Устипрача), Бродар на Дрини, Вишеград, Добрун, Хртар и Вратар на Дрини, Павловац у Тврдимићима, Павлово Ждријело на Романији, Топлик у Лукавици и Кобиљ До.
Павловићи су закључивали повеље и трговали са Дубровчанима у Борачу, а касније у новосаграђеном Павловцу. Пут из Херцеговине је водио из Врхбосне долином Миљацке, Паљанске Миљацке, преко Паљанског поља до Праче. Да би лакше контролисали путничке и трговачке караване Павловићи су изградили низ утврђења на тешко приступачним узвишењима изнад Паљанске и Мокрањске Миљацке.

## Положај утврђења
Једно од утврђења, коме је историја избрисала име јесте и Стари град на саставцима Паљанске и Мокрањске Миљацке код Пала подигнут у XIV вијеку. Град је изграђен на каменитом гребену, испод брда Липовац, на надморској висини 1074 м. Још увијек није познато право име овога града. Један дио историчара гријеши и овај град назива Ходиђедом. Ходиђед је други стари град који се налазио на Булозима, одакле се пружа поглед на Миљацки град и долину Миљацке.
250 метара изнад саставака Миљацке, на средини гребена се налази стијена на којој је подигнута кула, испод које се налазило утврђење. Граду се могло прићи само са сјевера, а никако са три остале стране, јер се уздижу зидови стијене, готово вертикално у вис 50-70 метара.
Градитељ је показао смјелост и искористио неприступачан положај да подигне овај утврђени дворац, који је по много чему подсјећао на дворце по јужном Тиролу. Не постоји ни један град у Босни, али и шире који је изграђен на таквом мјесту. Човјека хвата вртоглавица кад са висине зидова овога града погледа у дубину под собом. У Босни је поткрај XIV вијека постојала велика опасност од Турака и Угара, па је вјероватно велика невоља натјерала некадашњег власника да се ту попне.
Град је подигнут прије употребе ватреног оружја и припадао је неком мањем властелину Драгуља и Драгуљевића. Овај крај паљанске општине је по њему добио име. Ово брдо се зове Липовац, а име је добило по некада бујној липовој шуми, од које су данас остали само трагови.
У правцу низ Миљацку види се Бијела табија, некадашња тврђава Врхбосна, док се са оне стране Миљацке виде Довлићи и стара жељезничка станица. Утврђење се у касну јесен, може уочити и са магистралног пута, прије уласка у тунел Чељиговићи.

## Опис утврђења
На врху стијене се налазила кула, а испод стијене су се налазиле просторије за становање. Град је бранила сама природа са три стране, а улаз му је био окренут у правцу сјевера (ка извору Мокрањске Миљацке), гдје се налазила капијска кула (донжон). Капија се састојала од два дијела. Прва капија је била дебела 2,20 м и висока 6 метара. Друга капија је била појачана, дебљине 3,10 м и она се налазила у зиду који је такође појачан. Ова капија је била виша 2 м. Капија је била засведена и утврђена са дебелим дирецима чија лежишта се и данас познају. Кроз њу се улазило у мало двориште у коме се са десне стране налазила четвороугаона кула. чији је зид био дио оног капијског. Како су биле распоређене остале просторије, види се на слици основе. Просторије које су биле прислоњене стијени, биле су намјењене за оставу, а просторије уз спољње зидове за становање. На стијени су и данас видљиви урези, како би се добило на простору. У једној просторији су видљиви остаце седре, изграђиваних сводова, прозорских лукова. Та просторија је названа капела. У подруму сусједне просторије види се лијеп засведен отвор зида, дебљине 70 цм. Иза њега је тајно скровиште.
Кула, односно горњи град се налазио на самом врху стијене око 20 м изнад доњих просторија. До њега се долазило уским путићем и степеништем које је било усјечено у стијену. Горњи град је био стражарница. Са њега је био јасан поглед на Ходиђед и Врхбосну.
Град није имао текућу воду него се снабдијевао водом са Паљанске Миљацке. Дубоко испод града на гребену су се завршавала два зида над провалијом. Овдје је постојала могућност пролаза па је подигнута кула пречника 4,5 м, а дебљина зидова јој је била 1,40 м. Зидови обора са кулом су подигнути касније када је запријетила већа опасност од употребе ватреног оружја. Изградња свих зидова града је извођена од притесаног камена, који је чинио спољни оклоп, док је унутрашњост била испуњена кашом малтера и ломњеног камена. Кровови кула и зграда за становање били су од дрвета, а и већи дио зидова за становање.
На западној страни су биле парцеле обрађиване земље. Могуће је да је испод града било и насеље.

## Пад утврђења
Турски војвода Барак је 1435. године поново заузима моћни Ходиђед, пошто га је мало прије тога од Турака преотео војвода угарског краља Сигисмуда, Марко Таловац. Турци су у ове крајеве ударили са истока. Кроз ове крајеве најзгоднији пролаз с бољим видицима био је стари трговачки пут преко Чајнича, Горажда на Прачу, па преко Витеза у Паљанско поље, на Прибањ, Драгуље и Клочевик. Са те висоравни, која се завршава Змијином главом (1165 мнв), добар је видик на све прилазе Врхбосни. Краљ Стефан Томаш је град Ходиђед заузео поново 1459. године, мјесто попалио, а народ дијелом исјекао, а дијелом одвео у ропство. Вјероватно се исто десило и са старим Миљацким градом. Касније град Ходиђед поново пада у руке Турака, а Миљацки град се предао издајом за коју постоји једна легенда.

## Легенда
Једна легенда каже да је ово утврђење тада припадало жени Стефана Томашевића, која је град успјешно бранила од Турака. Град је мјесецима одолијевао пред Турцима који су чекали да браниоцима понестане хране и воде. Стари град је кроз стијене путем чекрка вукао воду из Миљацке, што је Турцима одао неки човјек из племена Голо као издајица, коме су Турци обећали сву земљу од Сарајева до Влаховића.
Турци су исјекли стијене и браниоци су се предали. Народ је проклео издајицу и племе му се затрло.
Турци се нису дуго служили овим утврђењима у војничком погледу јер су иза 1463. своје границе помјерили далеко на запад, па су утврђења срушили.